# Textitlán (estación)
Textitlán es una estación del Tren Ligero de la Ciudad de México de tipo superficial. El logo representa una planta de maguey o agave.

## Descripción
Textitlán significa "Entre los peñascos", se compone de Texcalli: peñasco y titlán: entre

## Rehabilitación y Mantenimiento Mayor
La estación estuvo fuera de servicio desde el 1 de julio de 2019 hasta el 16 de enero de 2020, debido a que se realizó una rehabilitación mayor del sistema, haciéndose el cambio de vías que han permanecido desde a mediados de la década de 1890, cuando eran usados para la extinta ruta de tranviás que recorrían lo que hoy es el Tren Ligero. Las obras terminaron el día 31 de diciembre de 2019. La reapertura oficial se realizó el 16 de enero de 2020.